# Leptotarsus minimus
Leptotarsus minimus är en tvåvingeart som först beskrevs av Alexander 1914.  Leptotarsus minimus ingår i släktet Leptotarsus och familjen storharkrankar. Inga underarter finns listade i Catalogue of Life.